# Rodolfo Pagliere
Rodolfo Marco Pagliere (Buenos Aires, 1958) es un diseñador de producción, director de arte, director de cine publicitario, y productor argentino.

## Biografía
Como director de arte y director de cine publicitario desarrolló proyectos para Alemania, Arabia Saudita, Argentina, Bélgica, Brasil, Chile, Colombia, Ecuador, España, Estados Unidos, Francia, Gran Bretaña, Guatemala, México y Suiza.
Fue premiado en festivales de cine publicitario en Argentina, Chile, Londres, Los Ángeles y New York .
Ha sido director, director de arte, coproductor y productor de largometrajes de ficción y documentales.
En 2014 recibió el premio Cóndor de Plata a la mejor dirección de arte por la película Juan y Eva, otorgado por la Asociación de Cronistas Cinematográficos de la República Argentina. Por la misma película fue nominado para el "Premio SUR a Mejor Dirección de Arte" por la Academia de las Artes y las Ciencias Cinematográficas de Argentina
Actualmente está dedicado a la dirección de arte en largometrajes, dirección artística en espectáculos, diseño, montaje y producción para muestras y exposiciones y arquitectura efímera.
Dirige el estudio de diseño, producción y montaje UNIVERSO PAGLIERE donde desarrolla proyectos y consultorías para empresas, organizaciones públicas y privadas.
Es miembro de la Academia de Artes y Ciencias Cinematográficas de la Argentina, socio de ADEA, Asociación de Diseñadores Escénicos de Argentina y  miembro de la Comisión Directiva de la AADA, Asociación Argentina de Directores de Arte de la Industria y Medios Audiovisuales.
Vive en Buenos Aires, Argentina.

## Filmografía
Director
- Quereme así (Piantao) o Astortango (1997)
- El día que Maradona conoció a Gardel (1995)

Escenografía
- Boda secreta  - Dir. Alejandro Agresti  (1988)

Diseño de producción
- Desbarrancada Guadalupe Yepes (2024)
- El vestido Dir. Paula de Luque (2008)
- La velocidad funda el olvido Marcelo Schapces (2006)

Dirección de arte
- Moana Video Clip canción principal _ Emilia _ Disney (2024)
- Las corredoras Dir. Nestor Montalbano (2023)
- Dos manzanas Dir. Eduarddo Raspo (2022)
- Corte Dir. Guadalupe Yepes (2022)
- Las bellas almas de los verdugos Dir. Paula de Luque. (Serie de ocho capítulos) (2022)
- La forma de las horas - Dir. Paula de Luque (2018)
- Corte Dir. Guadalupe Yepes (2018)
- Cita con Perón - Dir. Jorge Gagero (2016)
- Néstor Kirchner, la película  - Dir. Paula de Luque  (2012)
- Juan y Eva  - Dir. Paula de Luque (2011)
- Chasqui (- Dir. Nestor Montalbano. (cortometraje) (2010)
- La leyenda del ceibo  - Dir. Paula de Luque  (cortometraje) (2010)
- Pájaros volando - Dir. Nestor Montalbano (2010)
- Eva & Lola - Dir. Sabrina Farji (2010)
- 5 velitas  - Dir. Paula Romero. (Historias Breves VI) (2010)
- El vestido - Dir. Paula de Luque. (2008)
- La velocidad funda el olvido - Dir. Marcelo Schapces. (2006)
- 18-J  - Dir. Marcelo Schapces. (2004)
- Boda secreta - Dir. Alejandro Agresti. (1988 )

Productor ejecutivo
- La forma de las horas (2019)

- Mi último round  (2011)

Coproductor
- La forma de las horas (2019)
- Mi último round (2011)

- Soñar no cuesta nada  - Dir. Rodrigo Triana (2006)

## Teatro
Escenógrafo
- Eva Canta a Gardel (2019)

- Escena para Tres Personajes y Plantas (2018)
- Prueba Contraria (2017)
- Quédate conmigo esta noche (2001)
- Bailarines (1991)

Iluminador
- Eva Canta a Gardel (2019)
- Estupendo (2019)
- Iluminaciones (2017)

## Premios y nominaciones
Academia de Artes y Ciencias Cinematográficas de la Argentina
- Nominado al Premio a la Mejor Dirección de Arte por el filme Juan y Eva (2011).

Asociación de Cronistas Cinematográficos de la Argentina
- Ganador del Premio Cóndor de Plata a la Mejor Dirección de Arte por el filme Juan y Eva (2011).